# André Lesauvage
André Paul Henri Noël Lesauvage (ur. 25 grudnia 1890 w Hawrze, zm. 29 maja 1971 w Harfleur) – francuski żeglarz, olimpijczyk, zdobywca złotego medalu w regatach na letnich igrzyskach olimpijskich w 1928 roku w Amsterdamie.
Na Letnich Igrzyskach Olimpijskich 1928 zdobył złoto w żeglarskiej klasie 8 metrów. Załogę jachtu L’Aile VI tworzyli również Donatien Bouché, André Derrien, Jean Lesieur, Carl de la Sablière i Virginie Hériot.